# Lucien Michard
Pour les articles homonymes, voir Michard.
Lucien Michard (né le 17 novembre 1903 à Épinay-sur-Seine, décédé le 1er novembre 1985 à Aiguillon) est un coureur cycliste français des années 1920-1930, spécialiste des épreuves sur piste.
En 1924, il devient, à Paris, champion olympique de l'épreuve de vitesse à 21 ans. Il remporte quatre titres consécutifs de Champion du monde de vitesse de 1927 à 1930, mais perd son titre en 1931 alors qu'il  franchit en tête la ligne d'arrivée, en raison d'une erreur du juge.
Il remporte également dix titres de champion de France de vitesse et sept Grand Prix de Paris au cours de sa carrière.

## Biographie

### Enfance
Lucien Michard est le fils d'un propriétaire de garage, ancien coureur. Son père est un homme costaud et sévère qui porte un chapeau melon caractéristique. Enfant, il habite Villa des Glycines à Épinay-sur-Seine, mais est frappé par une méningite cérébro-spinale à 13 ans. Après plusieurs jours entre la vie et la mort, il guérit mais se voit prescrire la pratique sportive. Il s'inscrit alors au Club vélocipédique dionysien à Saint-Denis. Lucien travaille pour son père, mais passe beaucoup de temps à s’entraîner au Parc des Princes ou sur le vélodrome de la Cipale dans le bois de Vincennes. Il commence à courir en 1921, remportant une compétition pour les novices, la « Course de la Médaille », au Vélodrome d'Hiver. René de Latour le décrit alors comme « un garçon frêle et timide de 17 ans, qui allait dominer la scène mondiale durant de nombreuses années ».

### Période amateur (1922-1924)

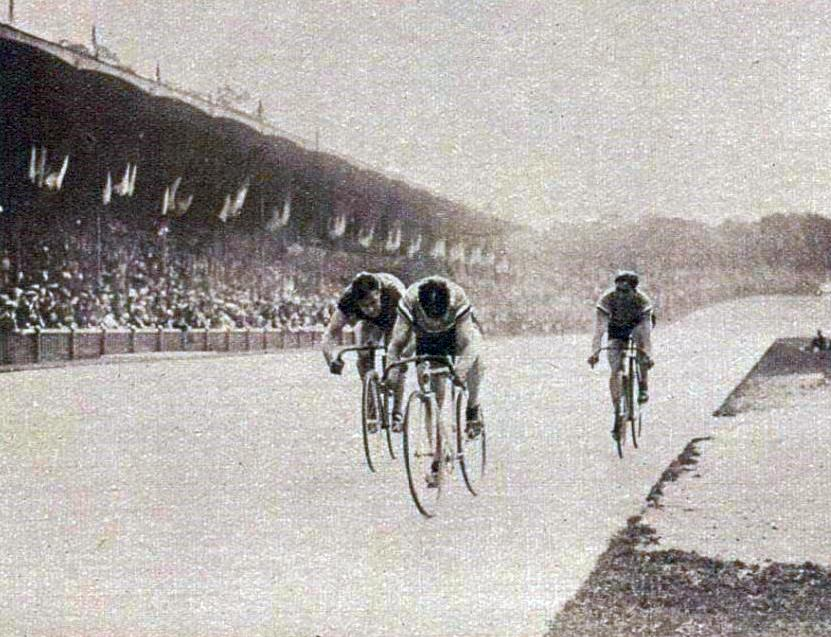
Lucien Michard, champion olympique de vitesse individuelle en 1924.

L'année suivante, chez les amateurs, il réalise un fabuleux doublé championnat de France - Grand Prix de Paris. Il n'a alors que 19 ans. Il remporte en 1923 le championnat de France de vitesse juniors (catégorie moins de 21 ans à l'époque) puis le Championnat du monde amateur face au Néerlandais Antoine Mazairac. Sa carrière est lancée, même s'il est battu au Grand Prix de Paris par Jean Cugnot.
En 1924, il dispute sa troisième et dernière saison chez les amateurs. Il participe à l'épreuve de vitesse aux Jeux olympiques de Paris. Il se qualifie pour la finale, où il retrouve son compatriote Jean Cugnot (son premier grand adversaire) et le Néerlandais Jaap Meijer. Il remporte la finale et devient Champion Olympique. Cette saison le voit également sacré Championnat du monde amateur (pour la deuxième année consécutive), devant Lucien Faucheux et triple Champion de France de vitesse. Pour finir, il remporte un deuxième Grand Prix de Paris amateurs après celui de 1922.

### Consécration chez les professionnels (1925-1931)
Il devient professionnel en 1925 après avoir tout gagné chez les amateurs. Malgré sa petite taille qui contraste avec les champions de l'époque Peter Moeskops ou Robert Spears, il se glisse en finale de son premier Championnat du monde professionnel. Il est devancé par Ernest Kauffmann et Maurice Schilles, mais obtient une prometteuse médaille de bronze. Il remporte dès sa première tentative le Championnat de France de vitesse professionnelle. L'année suivante, il ne remporte pour la première fois aucun titre majeur. Il termine une nouvelle fois troisième du Championnat du monde, et deuxième du Grand Prix de Paris professionnel (dont il est le lauréat à sept reprises en 14 saisons, pour 10 podiums).

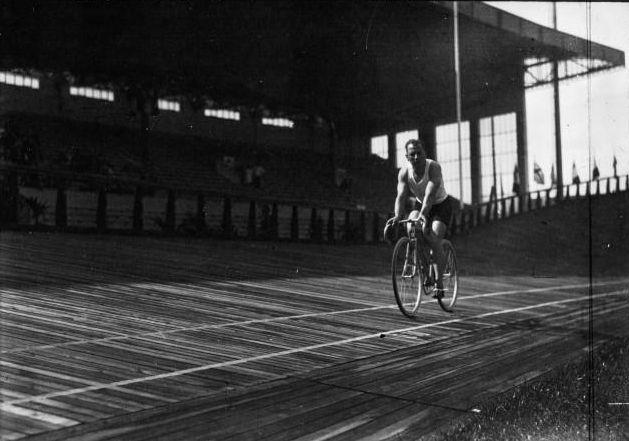
Lucien Michard sur la piste du vélodrome du stade du Centenaire lors des championnats du monde de 1930

De 1927 à 1930, Michard parvient à remporter le championnat du monde professionnel. Il bat ses anciens rivaux, le Suisse Ernest Kauffmann, le Français Lucien Faucheux  et le Néerlandais Piet Moeskops à deux reprises. En 1931 à Copenhague, il parvient une nouvelle fois en finale où il est le grand favori, après avoir éliminé un certain Jef Scherens en demi-finale. Il affronte le coureur local, Willy Falck Hansen. Ce dernier compte à son palmarès un titre olympique sur le kilomètre et le Championnat du monde de vitesse amateur en 1928. Devant son public, le Danois remporte la première manche. Mais, dans la deuxième, Michard remet les deux hommes à égalité. Arrive la manche décisive.

« À l'entrée du dernier virage, Hansen menait. Une hésitation lui fit légèrement ouvrir la porte : le temps de réagir, Michard était passé à la corde, conservant un quart de roue d'avance sur la ligne. Alors, devant des milliers de visages ahuris, le juge à l'arrivée, le Belge Alban Collignon, clama d'une voix solennelle : « 1er Falk-Hansen, 2e Michard », soulevant aussitôt d'interminables protestations. De bonne foi, Collignon, mal placé, expliqua qu'il avait cru voir Falk-Hansen en tête... Le pis était qu'il fallait maintenant appliquer le sacro-saint règlement, lequel interdisait qu'un juge revînt sur sa décision. Les photographies publiées dans la presse, prouvant la nette victoire de Michard, n'y changèrent rien. »

Selon la conclusion de Pierre Chany, ce fut « un scandale unique dans toute l'histoire du cyclisme ».

### Scherens, puis les records (1932-1938)
Cet épisode malheureux marque la fin de la carrière Michard au sommet. Il est peu à peu remplacé par le Belge Jef Scherens septuple champion du monde de 1932 à 1937 puis en 1947. Le Français s'incline à deux reprises en finale contre le Belge.
Michard se tourne alors vers les compétitions nationales et les Grands Prix pour continuer d'exister. Il gagne le championnat de France en 1933, 1934 et 1935, le Grand Prix de Paris en 1935 et 1936, le Grand Prix de l'U.C.I. et le Critérium national d'hiver en 1937 : des bouquets qui comptent à l'époque, et entretiennent la flamme. Puis il s'associe à Louis Chaillot, en 1938, pour établir trois records du monde, départ arrêté, en tandem. Cette reconversion est stoppée par l'arrivée imminente de la Seconde Guerre mondiale.
En 1933, Michard est nommé président d'honneur du club des Jeunesses populaires et sportives dont le président exécutif est Achille Joinard, un militant nationaliste qui avait pris la défense du champion français lors du scandale de 1931.

### L'après carrière
Par la suite, Lucien Michard se retire des pistes et se lance dans l'industrie. Il commence à vendre des bicyclettes fabriquées sous son nom et parraine une équipe professionnelle en 1939 avec le fabricant de pneumatiques, Hutchinson.
Il disparait peu à peu du monde du cyclisme. Il meurt dans l'anonymat en novembre 1985. Une rue porte son nom à Aiguillon, où il vécut la majeure partie de sa vie.
Une allée porte également son nom à Livry-Gargan en Seine-Saint-Denis.

## Records
- Record du monde du 500 m lancé en 29,8 s, (1932)[15]
- Record du monde du kilomètre lancé en 1 min 7,2s, (1931)
- Record du monde du 1/2 mile en 56,2 s, (1931)
- Record du monde du 3/4 de mile départ arrêté en 1 min 29,2 s, (1931)
- Record du monde en tandem du 500 m départ arrêté (avec Louis Chaillot) en 34,8 s, (1938)
- Record du monde en tandem du 1/2 mile départ arrêté (avec Chaillot) en 52,8 s, (1938)
- Record du monde en tandem du 3/4 de mile départ arrêté (avec Chaillot) en 1 min 8 s, (1938)

## Palmarès

### Jeux olympiques
- Paris 1924
  -  Champion olympique de vitesse

### Championnats du monde
- Zurich 1923
  -  Champion du monde de vitesse amateur
- Paris 1924
  -  Champion du monde de vitesse amateur
- Amsterdam 1925
  -  Médaillé de bronze de la vitesse professionnel
- Milan-Turin 1926
  -  Médaillé de bronze de la vitesse professionnel
- Cologne-Elberfeld 1927
  -  Champion du monde de vitesse professionnel
- Budapest 1928
  -  Champion du monde de vitesse professionnel
- Zurich 1929
  -  Champion du monde de vitesse professionnel
- Bruxelles 1930
  -  Champion du monde de vitesse professionnel
- Copenhague 1931
  -  Médaillé d'argent de la vitesse professionnel
- Rome 1932
  -  Médaillé d'argent de la vitesse professionnel
- Paris 1933
  -  Médaillé d'argent de la vitesse professionnel

### Championnats de France
- Champion de France de vitesse amateurs (2) : 1922, 1924
- Champion de France de vitesse juniors (2) : 1923, 1924
- Champion de France de vitesse militaire : 1924
- Champion de France de vitesse professionnel (8) : 1925, 1927, 1928, 1929, 1930, 1933, 1934, 1935 (2e en 1932, 1936; 3e: 1931, 1937, 1938)

### Grand Prix
- Prix Alfred Riguelle : 1922 et 1923
- Prix de l'Espérance : 1926
- Grand Prix de Paris (7) : 1922, 1924, 1930, 1931, 1932, 1935, 1936 (2e en 1923, 1926, 1928)
- Grand Prix de l'U. V. F.(6) : 1924, 1925, 1926, 1928, 1931, 1932 (2e en 1923 et 3e en 1933, 1934)
- Grand Prix de Buffalo : 1924, 1926, 1927, 1928
- Grand Prix de Noël : 1924, 1925, 1926, 1929 et 1932
- Grand Prix de la République (4) : 1925, 1927, 1929, 1932 (3e en 1934)
- Grand Prix de Bordeaux (9) : 1926, 1927, 1928, 1929, 1930, 1931, 1932, 1933 et 1934
- Grand Prix d'Angers (3) : 1925, 1929, 1932 (2e en 1927, 3e en 1934 et 1936)
- Grand Prix du Conseil municipal (6) : 1926, 1927, 1929, 1930, 1934 et 1936
- Grand Prix de la Toussaint : 1926
- Grand Prix de l'Armistice : 1927, 1930, 1933
- Grand Prix de Copenhague (3) : 1927, 1929, 1930 (3e en 1936)
- Grand Prix d'Angoulême : 1928
- Grand Prix de Clermont : 1928, 1932
- Grand Prix de l'UCI (4) : 1929, 1930, 1933, 1937 (2e en 1926, 1931, 1935, 1936 et 3e en 1934)
- Grand Prix de Brest : 1934
- Grand Prix d'Amiens : 1934, 1935
- Grand Prix de Reims : 1934, 1936
- Grand Prix d'Alger : 1935
- Grand Prix de Cologne : 1935
- Grand Prix de Cognac : 1936

### Divers
- Course de la Médaille : 1921
- Critérium international de la piste : 1936
- Critérium national de la piste : 1934 et 1936 (2e en 1933 et 1935)
- Critérium national d'hiver sur piste : 1937
- Challenge Victor Goddet : 1932 et 1935
- Coupe d'Europe sur piste : 1935 (2e en 1936 et 3e en 1934)